# Henri Mansuy
Henri Mansuy (* 1857; † 1937) war ein französischer Archäologe und Pionier der Archäologie der vietnamesischen Frühgeschichte. Er entdeckte mit Madeleine Colani (1866–1943) die Bacson-Kultur in der Provinz Lang Son. Außerdem war er Paläontologe.
Henri Mansuy war in der 1898 gegründeten Abteilung für indochinesische Geologie tätig, von der er und Honoré Lantenois beauftragt wurden, das Geologische Museum auf dem Gelände der Abteilung zu errichten, welches 1914 fertiggestellt wurde.

## Forschungen
1906 grub Mansuy die Höhle von Pho Binh Gia in der Lang Son Provinz aus.  Diese Stätte enthielt Artefakte des späten Neolithikum und Feuersteinwerkzeuge. 15 Jahre später entdeckte er zusammen mit Colani in weiteren 27 Ausgrabungsstätten derartige Funde, die bedingt durch bestimmte Markierungen, der Bacsonkultur zugeschrieben werden konnten. Auch menschliche Überreste wurden gefunden.    
1919 soll er der Karriere seines ehemaligen Freundes und Kollegen Jacques Deprat durch Falschaussagen in einem Prozess ein Ende bereitet haben.